# Ui (Tobol)
Der Ui (russisch Уй; kasachisch Үй) ist ein 462 km langer linker Nebenfluss des Tobol östlich des Ural, im Südwesten des Westsibirischen Tieflandes in Russland sowie entlang dessen Grenze zu Kasachstan.
Er ist nicht zu verwechseln mit dem gleichnamigen, rechten Nebenfluss Ui des Irtysch, ebenfalls in Westsibirien.

## Verlauf
Der Ui entspringt in etwa 700 m Höhe an der Ostflanke des hier gut 1000 m hohen Südlichen Ural, rund 50 Kilometer südwestlich der Stadt Miass. Die Quelle und der Oberlauf des Flusses liegen in der Republik Baschkortostan. Zunächst fließt der Ui in südöstlicher Richtung über das Transuralplateau (Sauralskoje plato), erreicht die Oblast Tscheljabinsk und wendet sich dann nach Osten. Ab der Stadt Troizk bildet der Fluss auf weiten Abschnitten die Grenze Russlands zu Kasachstan, auf den letzten 50 Kilometern vor der Mündung in den Tobol beim Dorf Ust-Uiskoje die Grenze zwischen der russischen Oblast Kurgan und Kasachstan.

## Hydrografie
Das Einzugsgebiet des Ui umfasst 34.400 km². Die mittlere monatliche Wasserführung beträgt beim etwa 60 Kilometer oberhalb der Mündung gelegenen Dorf Krutojarski 13,5 m³/s (Minimum im Februar 1,7 m³/s, Maximum während der Schneeschmelze im April 61 m³/s).
Größter Nebenfluss ist die Uwelka, welche bei Troizk von links in den Ui mündet. Oberhalb der letzten Kilometer vor Mündung, auf welchen sich der Fluss verbreitert, ist er etwa 30 Meter breit und zwei Meter tief; seine Fließgeschwindigkeit beträgt hier 0,4 m/s.
Der Ui gefriert zwischen November und April.

## Wirtschaft und Infrastruktur
Der Ui ist nicht schiffbar. In seinem Verlauf gibt es drei kleinere Talsperren, die zur Trinkwasserversorgung und Bewässerung dienen. Größte Talsperre ist die Troizker Talsperre mit einer Fläche von 10,8 km², die u. a. als Kühlwasserreservoir für das Troizker Wärmekraftwerk dient.
Im Oberlauf wird der Ui von der Eisenbahnstrecke Miass–Utschaly, in Troizk von der Hauptstrecke Tscheljabinsk–Orsk bzw. –Qostanai (Kasachstan) überquert. In Troizk kreuzt auch die Fernstraße M36 von Jekaterinburg über Tscheljabinsk zur kasachischen Grenze den Fluss.
Auf dem größten Teil seines Verlaufes wird der Ui von Regional- und Lokalstraßen begleitet.